# 아이슬란드 자유국
아이슬란드 자유국(고대 노르드어: Íslands þjóðveldi, 아이슬란드어: Þjóðveldið Ísland 시오드벨디드 이슬란드)은 930년 알팅그(전체의회)가 설립되었을 때부터 1262년 노르웨이 국왕에게 충성을 맹세하고 복종했을 때까지 아이슬란드섬에 존재했던 정치체다.
아이슬란드 자유국은 고디라는 족장들이 함께 법전을 만들고 알팅그에서 법적 분쟁을 해결하는 독특한 정치제도를 가졌다. 그러나 행정부가 없었기 때문에 법전을 강제할 수단이 없었고, 판결을 집행에 옮기는 것은 승소한 측의 사적제재를 통해 이루어졌다. 그래서 아이슬란드 자유국을 일종의 무국가 사회로 설명하기도 한다.

## 고도르드 체제
870년대에 아이슬란드에 처음 정착한 노르드인들은 새로운 사회를 건설하면서 자신들의 고향 노레그(노르웨이)를 반면교사로 삼았다. 당시 노르웨이는 하랄드 1세 하르파그리가 처음으로 왕국을 통일하고 중앙집권을 꾀하고 있었다. 아이슬란드 정착민들은 이러한 통일전쟁과 중앙집권 통에 고향을 등지고 달아난 사람들이었기 때문에 강력한 왕권 같은 것을 세우고 싶지 않았다. 그러면서도 팅그(고대 노르드어: Þing, 영어: thing)라는 민회에서 대소사를 결정하는 게르만족 특유의 전통은 유지하고 싶어했으며, 그 결과로 독특한 체제를 만들어냈다.

### 입법제도
정착민들 가운데 힘센 이들은 고디(족장, 추장, 사제)였으며, 이 고디들의 영향이 미치는 범위를 고도르드(goðorð)라고 했다. 그런데 이 고도르드는 지리적으로 경계지워지는 것이 아니라서, 자유민이라면 자기가 어느 고디를 따를지 스스로 선택할 수 있었다. 고디를 따르는 자유민 지지자들을 팅그마드르(고대 노르드어: Þingmaðr, 영어: thing-men)라고 했다. 팅그마드르는 고디가 자신의 이권을 보호해주는 대가로 고디의 군사력이 되어 주었다. 또한 팅그마드르는 유권자로서 지역별 팅그와 섬 전체의 알팅그(고대 노르드어: Alþing, 영어: all-thing)에 참여해야 했다.
지역의회라 할 수 있는 팅그는 13개 존재하였고, 매년 봄 분쟁 조정을 위해 정기적으로 소집되었다. 그리고 섬 전체 의회인 알팅그에서는 고디들이 자기 유권자들을 대표하는 지도자 역할을 했다. 아이슬란드 최초의 팅그는 최초의 정착민 잉골프 아르나르손의 아들 토르스테인 잉골프손이 세운 캴라르네스팅그였다. 캴라르네스팅그의 지도자들은 울플료트라는 사람을 지명해 노르웨이의 법을 공부해 오게 시켰고, 울플료트는 3년간 노르웨이 본국에서 공부하고 돌아와 섬 전체 의회를 세울 기반이 되는 ‘울플료트 법전’을 작성했다. 이 법전의 내용은 『정착민들의 서』에 보존되어 있다.
이렇게 해서 930년경 팅크베틀리르(의회 들판)에서 최초의 알팅그가 열렸다. 알팅그는 매년 6월에 섬 전체의 자유민이 모두 모여 2주간 개최되었다. 알팅그에는 로그레타(고대 노르드어: Lǫgrétta)라고 해서 일종의 법제위원회가 있었다. 로그레타는 알팅그의 핵심 기관으로서 법을 평가하고 수정하는 일을 했다. 로그레타는 39명의 고디들과 자문가들로 구성되었다. 또한 3년에 한 번 의장격인 로그마드(법 말하는 이)를 선임하였다. 로그마드는 법전의 내용 전체를 외워서 팅크베틀리르 중앙의 뢰그페르크(법바위)에서 암송하였다. 그리고 의전 지도자격으로 알스헤랴르고디(모든 사람들의 추장)가 있어서 알팅그를 축성하여 정당성을 부여하는 일을 했는데, 이 직위는 관례적으로 잉골프 아르나르손의 후손들이 세습하였다.

### 사법제도

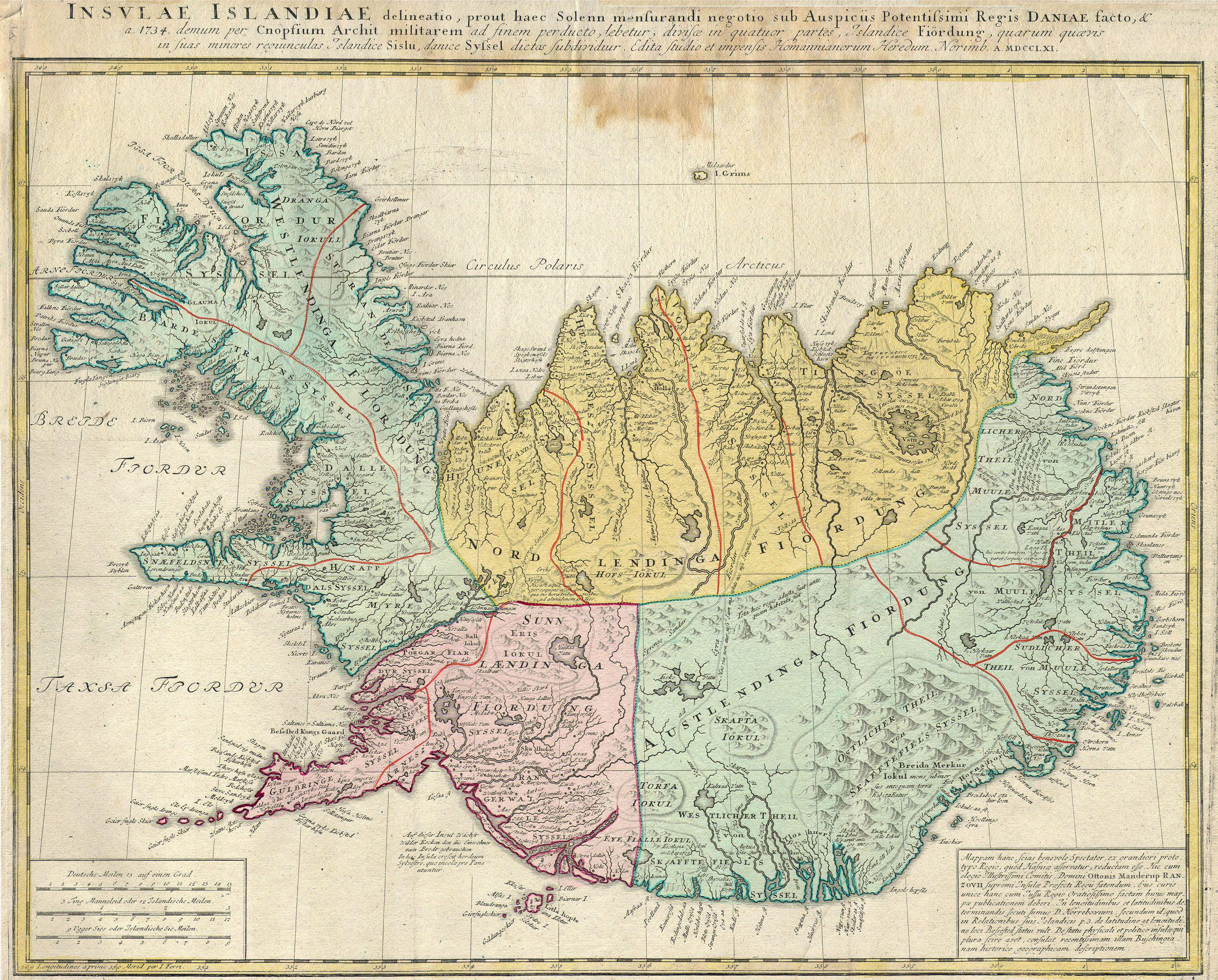
아이슬란드의 표르둥그. 1761년 지도.

고도르드 체제에서 아이슬란드섬은 4개의 표르둥그(고대 노르드어: fjórðungr, 영어: farthing→4분의 1)로 나뉘었다. 한 표르둥그에 아홉 명의 고디가 있었고, 알팅그에는 사법부에 해당하는 표르둥스도무르(fjórðungsdómur)가 있었다. 표르둥스도무르는 36명의 판관들로 구성되었으며, 이 판관들은 36명의 고디들이 각자 선임하였다. 사법부에서의 판결은 압도적 다수결로만 확정될 수 있었다. 판관들 가운데 6명만 판결에 동의하지 않으면 사건은 교착되어 기각되었다. 이 문제는 1005년 단순 다수결에 기반한 항소재판소인 ‘다섯째 재판소’가 만들어지면서 해결되었다. 그러나 재판소에서 유죄 판결이 나와도 그것을 집행할 수 있는 공권력은 없었다. 판결의 집행은 피해 당사자나 그 유가족의 책임이 되었다.
죄값의 양형으로는 주로 금전적 보상이나 무법자 지정이 판결되었다. 그러나 사람들은 이런 양형이 불충분하다고 생각했고, 알팅그 사법은 사람들 사이의 불화를 막는 목표를 완전히 달성할 수 없었다. 가장 무거운 형벌은 무법자 지정형과 3년간 추방형이었다. 무법자가 되면 모든 재산권을 잃었고, 아무나 무법자를 죽여도 처벌받지 않았다. 추방형을 받았으나 아이슬란드섬을 떠나지 않은 사람도 무법자가 되었다.
그러나 중세 초기 아이슬란드는 동시대 영국이나 노르웨이 본국에 비하면 보다 평화롭고 협력적이었다. 11세기에 기독교가 들어온 것도 사회적 중재에 큰 도움이 되었다. 1000년 알팅그는 노르드 전통종교의 공개행사를 불법화하고, 외부로부터의 침공을 막기 위해 모든 주민이 세례를 받아야 한다고 결의했다.
1117년에는 그동안 암송으로 전해지던 법전을 글로 써서 『그라가스』로 엮어냈다.

### 실존했던 아나르코자본주의?
데이비드 프리드먼에 따르면, “중세 아이슬란드의 제도는 몇 가지 독특하고 흥미로운 특징들을 가지고 있는데, 그것은 거의 어느 미친 경제학자가 시장이 얼마나 정부의 근본적 기능을 대체할 수 있는지 시험하기 위해 고안한 실험장과 같았다.” 프리드먼은 중세 아이슬란드를 아나르코자본주의 체제라고 규정하지는 않았으나 그것이 아나르코자본주의 체제가 현실에 구현된 모습에 매우 가까운 무언가였다고 주장한다.  프리드먼은 행정부는 없으나 법전은 존재했다는 점에 주목하면서, 법집행이 철저히 사적이고 고도로 자본주의적으로 이루어지는 사회가 어떻게 작동하는지 그 단서를 아이슬란드의 중세사가 제공한다고 주장한다. 아이슬란드에서는 본질적으로 “공적(public)”인 것인 범죄행위를 인정한다 하더라도 그 범죄에 대한 벌금을 징수할 권리와 책임은 피해자나 유족 같은 사인(私人)들에게 부과되었다. 프리드먼과 브루스 L. 벤슨 같은 리버테리안 학자들은 중세 아이슬란드가 형법, 행정부, 관료제 없이도 상당한 경제적 사회적 진보를 이루었다고 주장한다.
중세 아이슬란드의 사법은 불과 40명 남짓한 추장들의 손에 달려 있었고, 의회라는 알팅그는 예산도 상근직원도 없었다. 추장들은 자기 구역의 평화를 유지하라고 판관들을 세워 놓았지만, 판관들의 재판은 사실상 행위별수가제로 이루어졌다. 사법부의 결정을 집행에 옮기는 것은 공권력이 아니라 이해당사자의 사적제재로써 실행되었고, 그래서 아이슬란드에는 집안 대대로 앙숙인 사적 원한관계가 많았다. 자기에게 주어진 사적제재권을 실제로 집행할 힘이 부족한 사람들은 사법 판결로 받은 보상청구권을 보다 힘있는 사람에게 팔았으며, 그 힘있는 사람은 대개 추장이었다. 추장직도 하나의 사유재산이었기에 매매될 수 있었고, 그래서 추장들은 사리사욕을 좋아 움직이는 경향이 있었다. 그러나 권력을 유지하기 위해서는 부만으로는 충분하지 않았다. 경제사학자 비르기르 솔바손(Birgir Solvason)이 연구해서 밝혀낸 바, 단순히 돈을 주고 추장직을 사는 것만으로는 권력을 담보할 수 없었다. 자유민들이 추장을 자발적으로 따르도록 만들 수 없다면 추장직은 유명무실한 것이었다. 아이슬란드 추장의 권위는 유럽 본토의 봉건영주와 달리 토지에서 나오는 것이 아니라, 분쟁조정 사업의 고객으로서의 유권자를 얼마나 유치할 수 있느냐에 달려 있는 것이었고, 이 사업의 경쟁자는 다른 추장들이었다.

## 생활사
중세 아이슬란드의 체제에 대한 지식의 출처가 되는 양대 문헌은 성문법전 『그라가스』와 12세기 사람 아리 토르길손이 쓴 『아이슬란드 사람들의 서』다. 아리 토르길손 이외의 다른 중세 아이슬란드인들이 남긴 아이슬란드 사가에서는 아이슬란드 특유의 입법 및 사법 체제가 아이슬란드 정착민들에게 어떤 영향을 미치는지가 중요한 주제가 된다. 예컨대 『냘의 사가』, 『락사르달루르 사람들의 사가』 같은 작품을 보면 아주 상세한 정보가 전해진다. 다만 이런 사가들은 실화에 바탕은 했지만 어디까지나 역사소설이기 때문에 어디까지 정확한 것인지는 논쟁의 여지가 있다. 『에위리 사람들의 사가』에서는 스노리 토르그림손의 영도에 의해 아이슬란드가 게르만 신앙을 버리고 기독교로 개종하는 과정이 자세히 설명되어 있는데, 그 과정에서 아이슬란드 고유의 법제 시스템이 얼마나 중시되었는지 사회상이 반영되어 있다.
역사학자 Jón Viðar Sigurðsson에 따르면, 아이슬란드의 고디(추장)들의 “권력기반은 자기 일신의 능력, 부, 친구들, 팅그마드르(유권자들), 친척들, 사돈들이었다. 현명하고 도움 되고 부유하고 관대한 사람일수록 더 많은 권력을 가졌다.” 또한 Árni Daniel Júliusson에 따르면 농민들의 식량생산은 “정치력과 군사력이 나오는 기반”이었다. 아이슬란드에서 농민들의 불만은 상당히 흔한 편이었음에도, 전통적 의미에서의 민란은 단 한 번도 발생하지 않았다.
11-12세기 무렵이 되면 고디들은 점점 더 농민들의 지지에 의존하게 되었다. 추장과 농민들의 관계는 유럽 본토의 공후와 신민의 관계와 같지 않았기에 추장들은 공후들과 같은 군주적 권력을 갖지 못했다. 1190년 전후로 추장의 수가 감소하기 시작했고, 그럴수록 남은 추장들이 다스리는 땅이 넓어져서 권력집중현상이 일어나기 시작했다. 1220년경이 되면 아이슬란드는 10-12개의 지방권력이 병립하는 느슨한 연방 같은 체제가 되었다.
아이슬란드는 처음 개척된 870년대부터 12세기 초엽까지 노예제가 시행되었다. 아이슬란드의 법에서는 절도 혹은 채무불이행으로 유죄 판결을 받은 사람이 스렐(노예)이 될 수 있다고 정했다. 노예는 결혼해서 아이를 가질 수 있었으며, 이는 노예계급의 재생산이 가능했음을 의미한다. 노예제도는 12세기 하반기가 되면 쇠퇴하였고, 15세기가 되면 지극히 드물어졌다.

## 군사사
고디(추장)를 지지하는 자유민들은 추장에게 군사력을 제공했다. 이들은 사회적 지위나 무기의 수준에 따라 소대 내지 중대 규모로 편성되었고, 이렇게 편성된 부대들로 레이드앙그(원정군)이 조직되었다. 아이슬란드인들의 군사 전통은 그 조상들의 고향인 노르웨이의 발전경로를 밀접하게 따라갔다. 기병이나 투사체 무기에 특화된 궁병은 존재하지 않았고, 모두 보병이었다. 무장 수준에 따라 중보병과 경보병이 나뉘었다. 활이나 무릿매 같은 원거리 무기는 경보병이 맡았다. 13세기 중엽 자유국이 멸망할 무렵에 아이슬란드에는 최소 21개소 이상의 성채가 건설되어 있었다. 일종의 내전기라 할 수 있는 스투를룽 시대에는 전투에서 1000 명 이하의 병력이 동원되었고, 사상률은 15% 수준이었다.

## 종교사
초대 스칼홀트 주교는 이슬레이푸르 기수라르손으로, 1056년 알팅그에서 선출되었다. 그 아들 기수르 이슬레이프손이 교구를 물려받았고, 기수르 대부터 십일조가 도입되어 주교구에 부와 권력이 모이기 시작했다. 이 십일조가 아이슬란드에 처음으로 도입된 세금이었다. 본래 추장이자 동시에 게르만 전통종교의 사제였던 고디들은 개종 이전과 같이 교회 자산을 소유할 수 있었고, 십일조의 일부를 나눠가질 수도 있었다.

## 쇠퇴와 멸망
13세기 초엽 들어 아이슬란드는 스투를룽 시대라는 내전기에 접어들었다. 원래 고디(추장)들은 지리적으로 정해진 영토가 아니라 유권자로서의 자유민과 맺는 계약적 관계에 의거해 존재하고 역할을 수행했다. 그러나 1220년경부터 이러한 체제는 형해화되었고, 각 지역의 힘있는 유지들이 더 많은 권력을 얻기 위해 상호 투쟁하는 상태로 대체되었다. 이러한 내전의 직접적 원인은 추장들의 수가 줄어들어 힘의 균형이 무너지고 전쟁의 성격이 변화했기 때문이었다. 건국 초기 아이슬란드 자유국의 고디는 최소 39명이었지만, 12세기 후반이 되면 10여 명으로 줄어들었고, 남은 추장들이 없어진 추장들의 권력을 흡수하는 권력집중현상이 일어났다.
이렇게 추장들의 수가 줄어들고 고도르드 체제가 형해화된 궁극적 이유는 몇 가지 요인이 있을 것이다. 우선 기독교로 개종함에 따라 세속권력과 종교권력이 분리되었고, 이에 따라 어떤 가문과 지연들이 더욱 강해지면서 권력불균형으로 이어졌다. 특히 십일조 도입으로 인해 교회를 손에 넣은 추장들의 부가 늘어났을 수 있다. 지역적으로 회전이 벌어지고 이에 따라 농민들이 고통을 받자 사회에 위험도가 높아졌고, 이로 인해 자신을 더 잘 보호해줄 수 있도록 권력이 통합되기를 원하는 동기가 부여되었을 수도 있다. 또한 인구 증가에 따라 자원이 부족해지면서 자유민들이 추장들에게 의존하는 정도가 커졌을 수 있다.
노르웨이 왕실은 아이슬란드의 추장들에게 자신의 신하가 되어 아이슬란드에서 왕의 이익을 대변하도록 압박했다.  노르웨이 국왕의 아이슬란드에 대한 간섭은 1220년경부터 시작되어 1240년에 확고해졌다. 1240년에 아이슬란드인들은 국왕의 추장 임명을 받아들이기 시작했다. 이후 1260년경까지 아이슬란드에서 왕권은 더욱 확고해졌다. 계속되는 내전에 대한 불만과 노르웨이 왕실의 압박이 결합되어, 1262년 아이슬란드의 추장들은 가믈리 사트말리(오래된 언약)을 맺고 노르웨이 국왕 하콘 4세 하코나르손을 아이슬란드 국왕으로 옹립했다. 역사학자 Sverrir Jakobsson에 따르면 노르웨이 국왕에게 복종하는 과정에서 세 명의 아이슬란드인이 중심적인 역할을 했는데, 농민들에게 왕에게 세금을 내자고 설득한 고디 기수르 토르발드손, 기수르를 설득하고 서부 피오르드의 농민들을 왕에게 칭신시킨 흐라픈 오드손, 동부 피오르드의 농민들을 왕에게 칭신시킨 주교 바른두르 욘손이 그 세 사람이다.
1264년까지 아이슬란드의 모든 추장들은 노르웨이 국왕에게 충성을 맹세했다. 대체로 아이슬란드 자유국의 멸망 시점은 오래된 언약을 맺은 1262년, 또는 그것이 모든 추장들에게 최종 비준된 1264년부터 새로운 성문법전인 『욘의 서』가 도입된 1281년 사이에 멸망한 것으로 잡는다.